# فرانسيسكو مارتوس
فرانسيسكو مارتوس (بالإسبانية: Javi Martos)‏ (4 يناير 1984 ألاميديا إسبانيا - ) هو لاعب كرة قدم إسباني.

## وصلات خارجية
فرانسيسكو مارتوس على موقع قاعدة بيانات كرة القدم.إي يو (الإنجليزية)
- فرانسيسكو مارتوس على موقع Soccerway.com (الإنجليزية)